# 厳原町立浅藻小学校
厳原町立浅藻小学校（いづはらちょうりつ あざもしょうがっこう, Izuhara Town Azamo Elementary School）は長崎県下県郡（現・対馬市）厳原町浅藻にあった公立小学校。
2000年（平成12年）3月に閉校した。

## 概要
歴史
1891年（明治24年）に開校した私立の「浅藻簡易小学校」を前身とする。2000年（平成12年）に閉校し、109年の歴史に幕を下ろした。閉校後は厳原町立豆酘小学校に統合された。

## 沿革

### 設立の背景
浅藻地区は対馬の南端にある集落。もともと旧・豆酘村の共有地で、古来より明治の初めまで天道法師の神域として崇めおそれられ、居住者はおらず海岸の波打ち際まで巨木に覆われている地域であった。しかし1884年（明治7年）・1885年（明治8年）頃から対馬南端の海域が好漁場として知られるようになり、特に山口県大島郡久賀町（現・周防大島町久賀）からの出漁定住者が多くなった。また同時に農地開拓が進み、農業者も定着するようになった。このようにして人口が徐々に増えていった。
浅藻地区の小学校区は最寄りの豆酘尋常小学校であったが、通学路の未整備や、最寄りと言っても距離がかなりあったため、幼児の通学は極めて困難な状況であった。そこで地域の先覚者であった村上栄次郎が民家を借用し私設の簡易小学校を設置したのが浅藻小学校の始まりである。

### 年表
- 1891年（明治24年）
  - 4月1日 - 浅藻地区にあった民家を借用し、村上栄次郎が私設の「浅藻簡易小学校」を始める。
  - 9月1日 - 豆酘村当局により、「豆酘尋常小学校浅藻分校」と認定される。士族の太田源次郎と主藤久則が交互に授業を行う。
- 1894年（明治27年）4月1日 - 奥浅藻の民家を仮校舎とし移転。
- 1896年（明治29年）3月5日 - 児童数の増加に伴い、多久頭魂神社横の空き地を校地と定め、校舎を建設することが決定される。
- 1901年（明治34年）4月1日 - 「豆酘尋常高等小学校浅藻分教場」と改称。仮校舎の老朽化により、小浅藻神社拝殿に仮校舎を移築。
- 1907年（明治40年）4月15日 - 多久頭魂神社横に新校舎が完成し移転。
- 1908年（明治41年）4月1日 - 義務教育期間が尋常科4年間から尋常科6年間に延長されたため、尋常科5年を設置。
- 1909年（明治42年）4月1日 - 尋常科6年を設置。
- 1912年（明治45年）
  - 4月1日 - 豆酘尋常高等小学校から分離し、「浅藻尋常小学校」として独立。
  - 6月12日 - 校舎を増築。
- 1923年（大正12年）
  - 5月18日 - 児童数の増加により、多久頭魂神社拝殿を仮校舎として借用。
  - 6月20日 - 豪雨のため、校舎前の宮前橋が流失して授業不能となり、小浅藻大師堂を仮校舎として授業を開始。
- 1924年（大正13年）
  - 4月1日 - 浅藻10番地（最終地）に校地を変更し、校舎を移築の上、移転。
  - 7月29日 - 校舎移築が完了。保護者会を結成。
- 1936年（昭和11年）4月7日 - 保護者会の強い要望があり、校舎修理・増築を行う。また高等科を併置し「浅藻尋常高等小学校」に改称。
- 1941年（昭和16年）4月1日 - 国民学校令により、「浅藻国民学校」に改称。
- 1947年（昭和22年）
  - 4月1日 - 学制改革（六・三制の実施）
    - 旧・国民学校の初等科が改組され、「豆酘村立浅藻小学校」となる。
    - 旧・国民学校の高等科が改組され、豆酘村立浅藻中学校となる。当初小学校に併設され、小学校校舎および付近の農民道場の建物を仮校舎として使用。

  - 9月8日 - 久田村からの依託により、久田村内院地区の生徒が浅藻中学校に通学するようになる。
- 1948年（昭和23年）
  - 4月1日 - 中学校新校地として尾崎山陸軍施設の払い下げを受け、校舎建設に着手。
  - 6月14日 - 久田村との共同出資により、中学校校舎が完成し授業を開始。
- 1949年（昭和24年）1月6日 - 保護者会が解散し、PTAが発足。
- 1950年（昭和25年）- 中学校特別教室を増築。
- 1956年（昭和31年）
  - 4月1日 - 久田村立久田小学校・中学校の久和分校と内院分校が統合で久田村立和内小・中学校[2]となり、内院地区の生徒が分離。
  - 9月30日 - 豆酘村が厳原町に編入されたことにより、「厳原町立浅藻小学校・中学校」（最終名）に改称。
- 1957年（昭和32年）3月31日 - 併設の厳原町立浅藻中学校が厳原町立豆酘中学校への統合によりわずか10年で閉校。併設を解消し、小学校単独となる。
- 1959年（昭和34年）4月12日 - 新校舎が完成。運動場を拡張。
- 1962年（昭和37年）3月1日 - 木造平屋建て講堂（へき地集会場）が完成。
- 1963年（昭和38年）2月23日 - 対馬で初めて完全給食を開始。
- 1987年（昭和62年）8月 - 台風12号により被害を受ける。
- 2000年（平成12年）3月31日 - 厳原町立豆酘小学校への統合により、閉校。109年の歴史に幕を閉じる。
  - 跡地は「浅藻公園」として整備されている。

## 交通アクセス
最寄りのバス停
- 対馬交通 「浅藻」バス停

最寄りの道路
- 長崎県道24号厳原豆酘美津島線

## 周辺
- 浅藻郵便局
- 浅藻漁港
- 多久頭魂神社・浅藻神社

## 参考資料
- 「厳原町教育史」（1972年（昭和47年）3月25日 厳原町教育委員会）
- 「厳原町史」（1997年（平成9年）3月31日発行 厳原町）